# Larcii
Légende :
♦Patricien, ♦Plébéien, ♦Consulaire, ♦Sénatorial, ♦Équestre
Gens et Liste des gentes romaines
Les Larcii, Lartii ou Largii sont les membres de la gens romaine patricienne Larcia. Les seuls membres connus vivent aux débuts de la République romaine et ont pour cognomina Flavus ou Flavius et Rufus.

## Origine
Lars ou Larth est un praenomen attesté dans l'épigraphie étrusque, ce qui induirait qu'il s'agit d'une famille originaire d'Étrurie venue s'installer à Rome. Ce prénom signifierait « chef militaire ». On trouve plusieurs formes du nomen dans les sources antiques, Tite-Live utilise la forme Lartius mais Denys d'Halicarnasse utilise les formes Larcius ou Largius.

## Principaux membres

### Début de la République
- Spurius Larcius Rufus (Flavus ?), consul en 506 et 490 av. J.-C.
- Titus Larcius Rufus Flavus, peut-être frère du précédent, consul en 501 et 498 av. J.-C. et premier dictateur en 501 ou 498 av. J.-C.

Les cognomina portés par les Larcii sous la République, qui sont peut-être frères, sont incertains. Il semble que l'un d'eux ait porté le surnom de Flavus (qui a les cheveux blonds) et l'autre de Rufus (qui a les cheveux roux) mais les sources sont confuses à ce sujet et il est désormais impossible d'attribuer les cognomina avec certitude.

### Haut-Empire

#### Larcii Lepidi
Les Larcii Lepidi sont originaires d'Antium, ils sont inscrits dans la tribu Quirina.
- Aulus Larcius Bassus, (v.10 - ?), chevalier romain?;
  - Aulus Larcius Lepidus Sulpicianus, (v.40 - v.73), tribun de le plèbe en 71;
    - Larcia Priscilla;
    - ? Aulus Larcius Priscus, (v.70 - ap.110), consul suffect en 110;
      - ? (Aulus Larcius) Lepidus, (v.100 - ap.144), consul suffect en 144;
        - ? Aulus Larcius Egrilius Lepidus Plarianus, (v.128 - ap.159), légat propréteur d'Afrique en 159;

    - ? Larcia Sabina, épouse de Pontius Laelianus;

#### Larcii Macedo
Les Larcii Macedo ont pour ancêtre un affranchi.
- Larcius Lydus, (? - ap.68), affranchi, il paye 1 million de sesterce pour une partition de musique de Néron.
  - ? Larcius Macedo, (? - v.101/5), sénateur romain de rang prétorien, assassiné par un de ses esclaves.
    - Aulus Larcius Macedo, (v.85 - ap.124), consul suffect en 124.

#### Autres
- Larcius Licinus, orateur et rhéteur, légat juridique d'Hispanie Tarraconaise vers 70/73[a 1],[a 2].
- Quintus Larcius Euripianus, consul suffect vers 185/92, exécuté par Commode vers 190/2.
- Larcius Memor, préfet d'Egypte en 192.